# Patergassen
Patergassen ist eine österreichische Ortschaft der Gemeinde Reichenau in Kärnten (Katastralgemeinde St. Margarethen)  mit 235 Einwohnern (Stand 1. Jänner 2024). 
Das Dorf liegt auf 1015 m ü. A. im Boden des oberen Gurktals, an der Einmündung der Kleinkirchheimer Straße (B 88) in die Turracher Straße (B 95). In Patergassen liegen ein Kindergarten und eine Mittelschule. Auch der Polizeiposten für die Gemeinde sowie eine Rettungswache der Johanniter für die Gemeinden Reichenau, Gnesau und Bad Kleinkirchheim liegen im Ort. Außerdem ist einer der beiden Reichenauer Wahlsprengel nach Patergassen benannt. 1846 zählte der Ort 77 Einwohner; bei der Volkszählung 2001 wurden 239 Einwohner erhoben. 2014 waren 228 Einwohner in 100 Haushalten sowie 28 Arbeitsstätten in insgesamt 74 Gebäuden gemeldet.